# Riviera (entreprise)

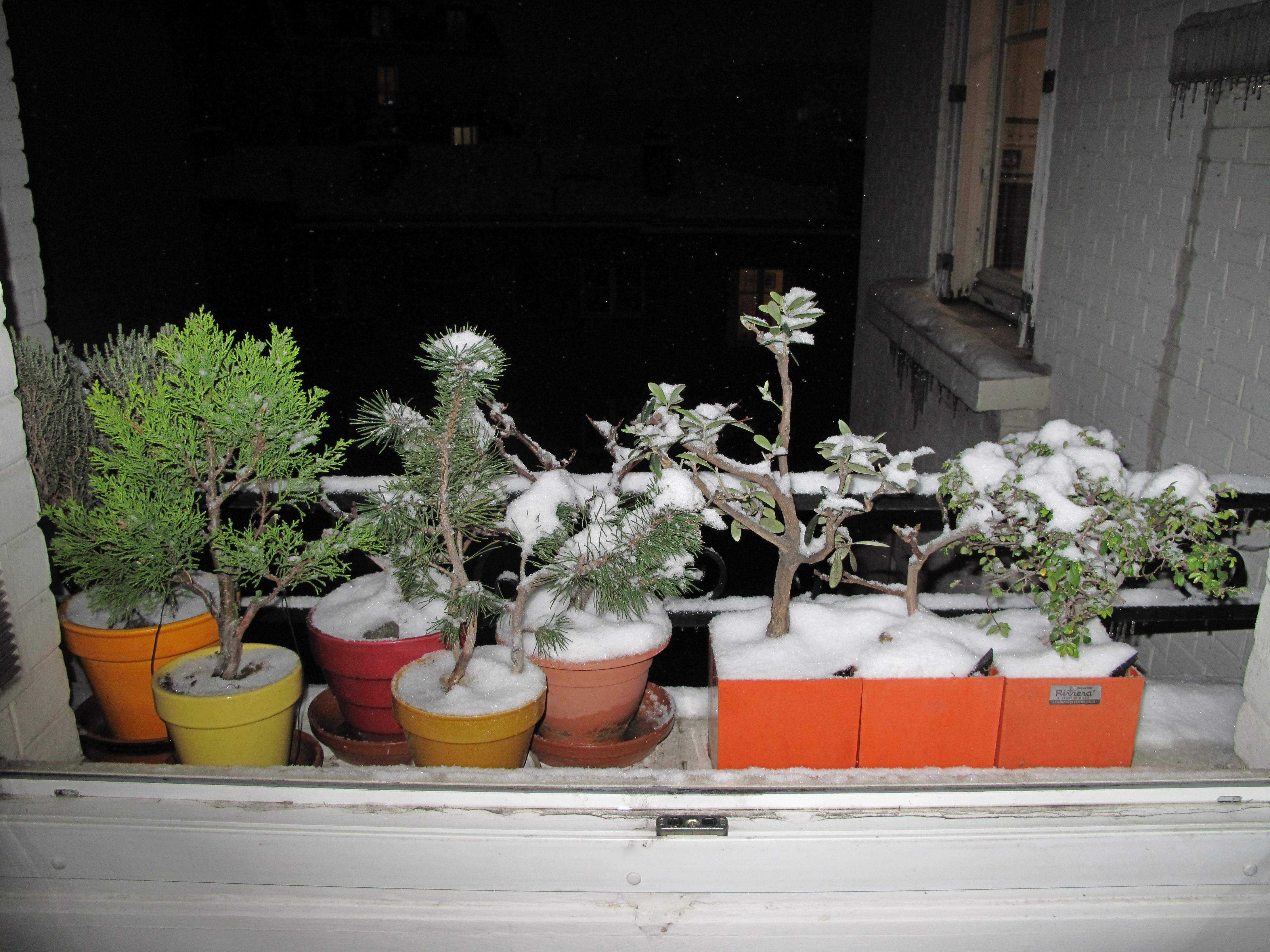
Balcon avec sur la droite, trois pots Riviera

La société Riviera fabrique et commercialise des bacs ou pots à réserve d'eau.

## Bref historique
C’est en 1955 que son lumbago contraint le Docteur Ferrand, dentiste à Toulon, à imaginer un système “d’arrosage automatique” pour ses plantes. La Manufacture Provençale de Matières Plastiques lui rachète son brevet. En 1957, le premier bac à réserve d’eau Riviera est fabriqué à Marseille.
En 1996, la société devenue SPMP (Société Phocéenne de Matières Plastiques) a connu des difficultés et a même déposé son bilan .
Par contre la société commerciale Riviera a poursuivi son activité

## Les produits

### Le principe

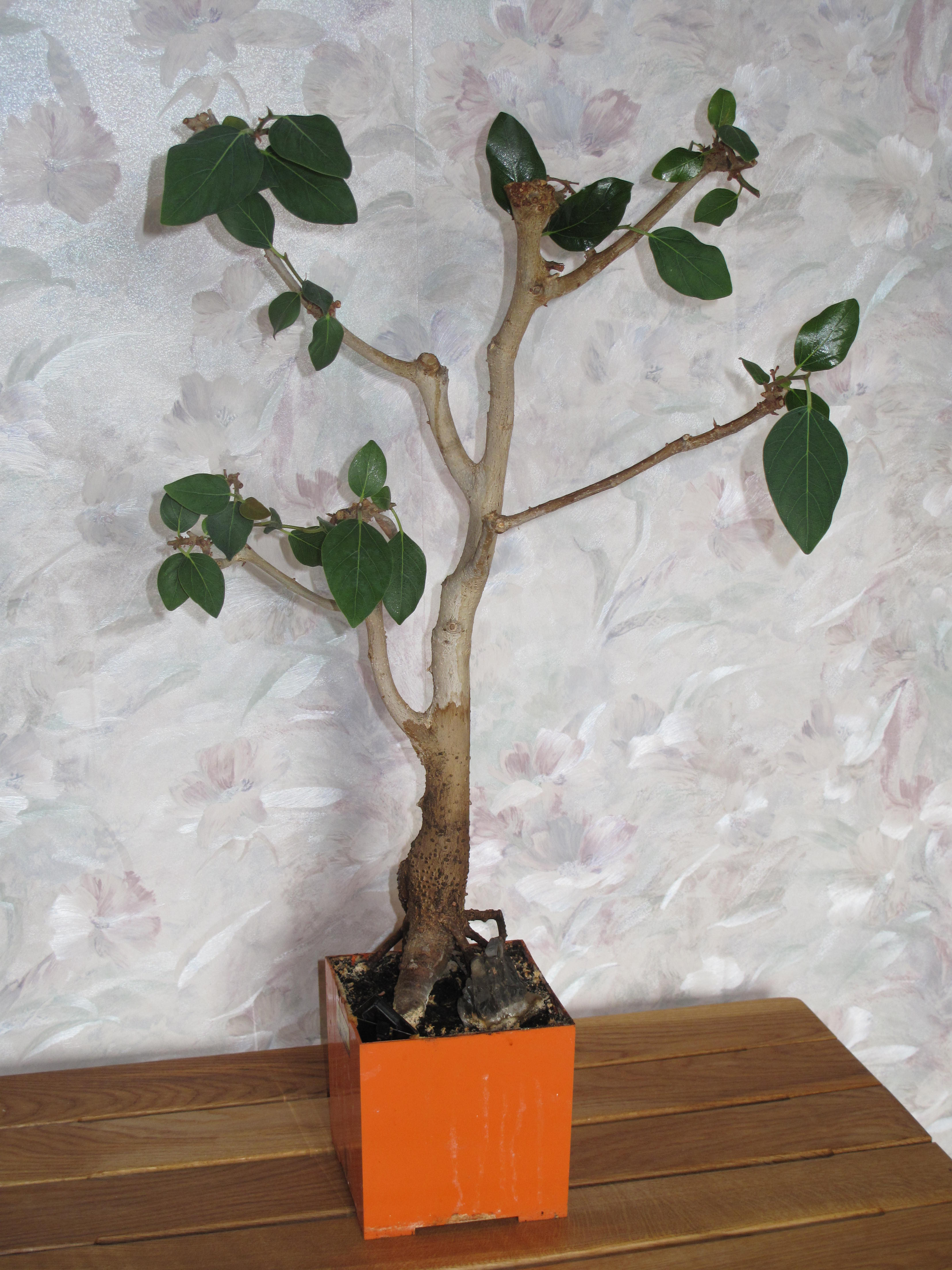
Bonsai dans un pot Riviera

Dans les années 80, les pots Riviera étaient constitués par :
- Un contenant en matière plastique ou résine synthétique résistante. Avec un regard pour vérifier de l'extérieur lors de l'arrosage le niveau de l'eau.
- Une grille en matière plastique imputrescible, séparant la terre et la plante au-dessus, de la réserve d'eau au-dessous. Avec une mèche trempant dans la réserve d'eau et faisant remonter l'eau par capillarité vers la terre et la plante [4].
- Un conduit pour permettre si on le souhaite un arrosage direct dans le réservoir sans mouiller la terre ou la plante.

### L'hydrosystemRiviera
Dans le nouveau système appelé hydrosystem, il n'y a plus d'orifice d'évacuation, et donc les risques de coulure sur le support du pot sont moindres. Il met en œuvre une aération dynamique et alternée de la terre :
Lors de l'arrosage, l’air contenu dans la réserve est chassé par l’eau qui descend. Comm le bac est étanche, l’air traverse la terre et génère une « aération dynamique ». Le niveau d’eau de la réserve est visible continuellement grâce à un voyant transparent muni d’une bille flottante situé sur le côté. Cela supprime tout risque de fuite (contrairement à une trappe ou à une ouverture)  .
L’eau hydrate la terre via la mèche absorbante, et le niveau de l’eau diminue dans la réserve .
L’espace libéré par l’eau absorbée par la plante est remplacé par de l’air (principe de la pression atmosphérique), qui traverse la terre dans l’autre sens afin de combler le volume d’eau utilisé lors de l’hydratation. Là encore l’étanchéité du bac garantit “l’aération dynamique” de la terre .
En cas d’utilisation en extérieur, on peut percer la colonne de trop plein située sous les bacs pour permettre une évacuation .